# Pinkie House
La Pinkie House è un edificio storico situato a Musselburgh, East Lothian, Scozia; costruito attorno a una casatorre a tre piani realizzata nel XVI secolo, è stato sostanzialmente ingrandito all'inizio del XVII secolo e da allora più volte ristrutturato fino ad assumere l'attuale aspetto. La sua posizione a riferimento della rete NT348726 è a est del centro cittadino, sul lato sud della High Street. L'edificio è parte della Loretto School, un collegio scolastico privato. La Pinkie House non è lontana dal sito della sanguinosa battaglia di Pinkie, combattuta nel 1547.

## Storia
Il nome Pinkie, del quale si trova riferimento per la prima volta nel XII secolo come Pontekyn, si ipotizza possa derivare dalle parole in lingua gallese pant (valle) e cyn (cuneo), riferendosi alla sua relazione con la fine della valle dell'Esk. Pinkie fu in passato la sede cittadina degli abati di Dunfermline e la torre fu costruita nel XVI secolo sul sito della battaglia di Pinkie. Nel 1597, dopo la riforma scozzese, la proprietà passò ad Alexander Seton, che fu cancelliere di Giacomo I Stuart (Giacomo VI di Scozia, poi Giacomo I d'Inghilterra) e nominato Conte di Dunfermline nel 1605. Il giovane principe Carlo, secondogenito di Giacomo I Stuart e di Anna di Danimarca divenuto in seguito Carlo I d'Inghilterra, visse qui da ragazzo, dopo che il padre si trasferì a Londra nell'Unione delle corone nel 1603, dormendo in quella che è ancora conosciuta come "The King's Room". Nel 1607 Seton sposò la sua terza moglie, Margaret Hay di Yester, e dal 1613 decise di ingrandire l'edificio, aggiungendo una lunga ala a sud e decorando gli interni:

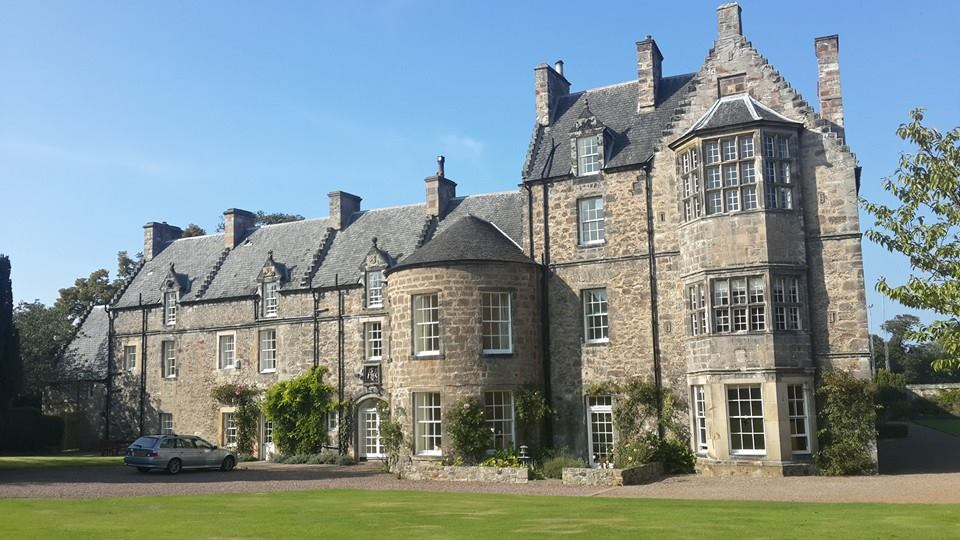
Pinkie House, facciata sud con il caratteristico erker (o finestra a golfo).

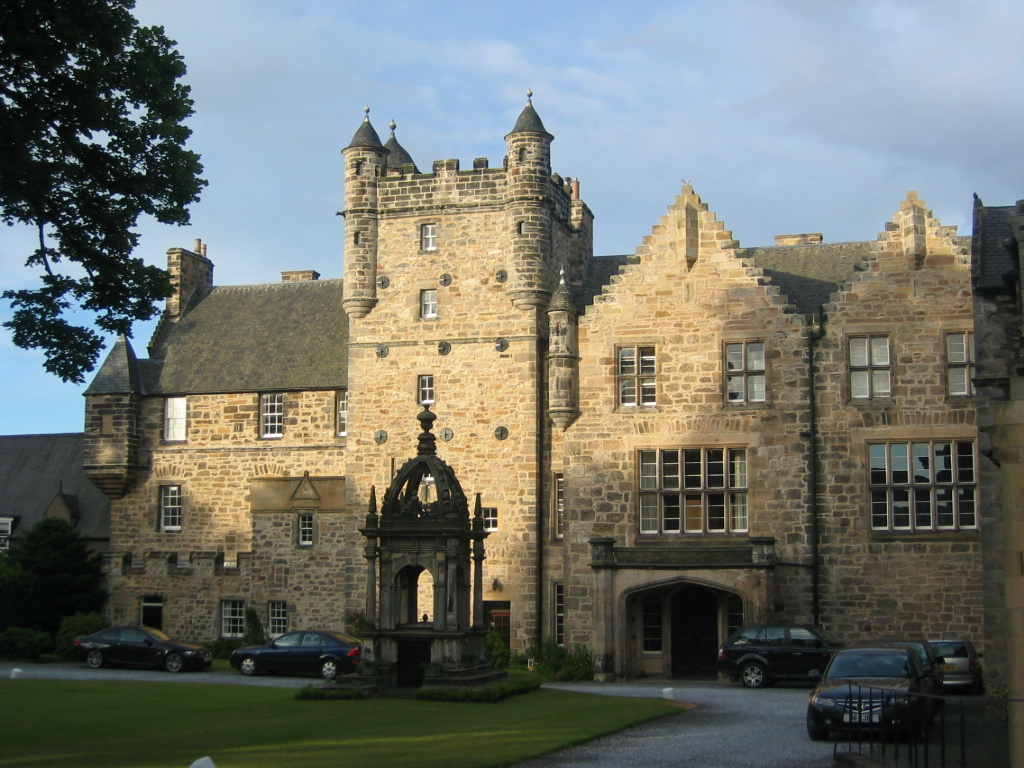
Pinkie House, prospetto ovest.

La Long Gallery è conosciuta per i suoi emblemi e iscrizioni incorniciate. Quando Ben Jonson visitò l'edificio nel 1619, egli scrisse a William Drummond di Hawthornden invitandolo ad approfondire lo studio di tali emblemi.
Seton intervenne anche nella sua proprietà settentrionale, Fyvie Castle, prima della sua morte avvenuta nel 1622.
Nel 1694 la proprietà passò al Clan Hay, e il marchese di Tweeddale fece aggiungere una porta alla facciata orientale. Nel 1745, dopo la vittoria alla battaglia di Prestonpans, qui si stabilì Carlo Edoardo Stuart, lo "Young Pretender" (il giovane pretendente), e l'edificio venne utilizzato come ospedale da campo. Nel 1778 la famiglia Hay cedette l'edificio a sir Archibald Hope, IX baronetto Hope di Craighall, che fece ulteriori modifiche e aggiunse un altro blocco allo stabile. Le estensioni vennero eseguite nel 1825, progettate da William Burn.
Nel 1951 Pinkie House fu acquistata dalla Loretto School, la quale modificò nuovamente lo stabile negli anni settanta, aggiungendo altri due edifici sul terreno. Al lato nord è stato costruito un annesso, mentre l'ala sud funge da casa del direttore. Il resto della Pinkie House ha ora una serie di funzioni tra cui una pensione di ragazzi del 6th-form, mentre gli allievi della Loretto affrontano i loro esami nella painted gallery.

## Descrizione

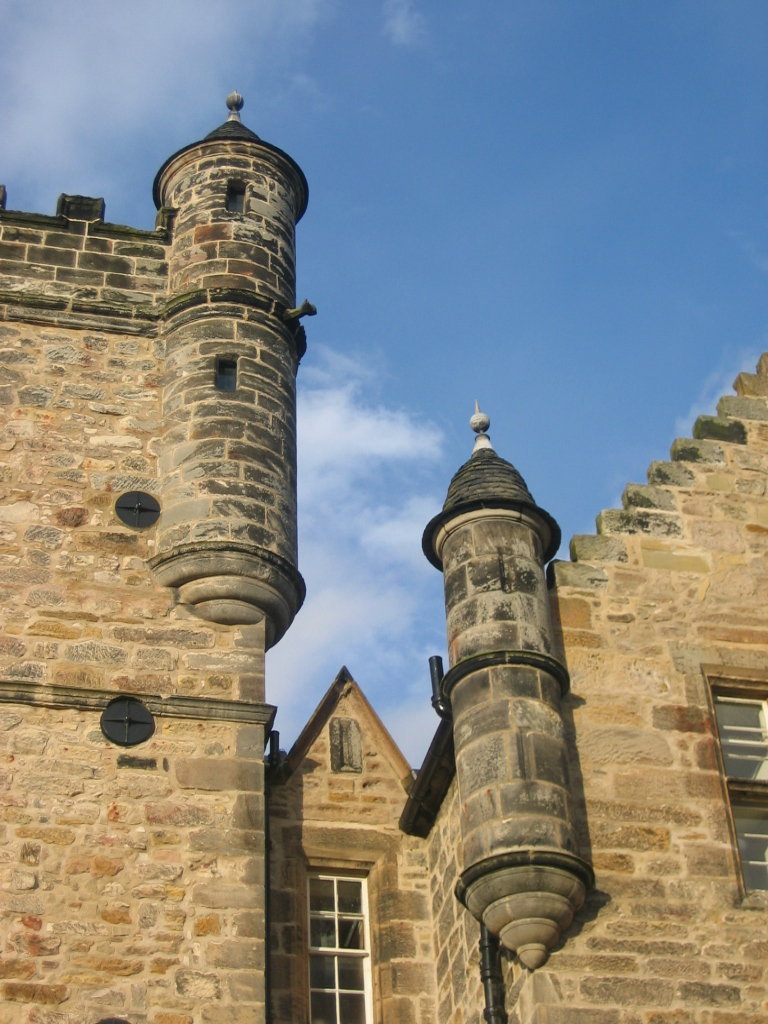
Le garitte di vedetta delle due torri originarie della struttura.

L'edificio originario che costituì l'attuale Pinkie House fu una casatorre con pianta ad L, tuttavia le ristrutturazioni ed ampliamenti che si susseguirono nel XVII, XVIII e XIX secolo ne cambiarono pesantemente aspetto e dimensioni. La parte più antica è costituita da una torre a cinque piani, alla quale Seton aggiunse garitte di vedetta e un parapetto merlato. Questo era attaccato ad un robusto blocco principale a tre piani con un tetto spiovente, nuovamente alterato da Seton dall'aggiunta di torrette squadrate, caratterizzato al suo interno da un basamento a volta e dalla presenza di un'ampia scala a chiocciola che raggiunge il secondo piano.
La principale modifica voluta da Seton fu la costruzione dell'ala sud a tre piani, che comprende al suo piano superiore 
la Painted Gallery, una stanza da 96 piedi (29,3 m) di lunghezza con soffitto dipinto a motivi rinascimentali. Lo stile richiama i progetti di William Wallace, al quale si ipotizza possa essere attribuita la sua costruzione. La facciata sud presenta un'erker (o finestra a golfo), elemento architettonico che costituiva una novità nella Scozia dei primi anni del XVII secolo, nella quasi sua interezza. La facciata orientale è dominata da sette alti camini. Sono inoltre presenti un pregevole soffitto in legno, impreziosito da dipinti classici a tempera, nella long gallery, così come molti soffitti in gesso risalenti al XVII secolo. Un altro piccolo soffitto dipinto venne rimosso nel 1951, installato ed esposto al pubblico presso il Museum of Edinburgh. Gli interni successivi sono di William Burn.
Un'iscrizione in lingua latina posizionata sopra la porta afferma che "Alexander Seton costruì questa casa non alla misura del suo desiderio, ma delle sue fortune e delle sue proprietà".
Un giardino murato si trova ad est della Pinkie House, con un riparo, una torre colombaia e una meridiana. È inoltre presente una fontana (o pozzo) rinascimentale nell'angolo della L, a ovest dell'edificio. Questa struttura fortemente ornata venne costruita intorno al 1610.

## Galleria d'immagini

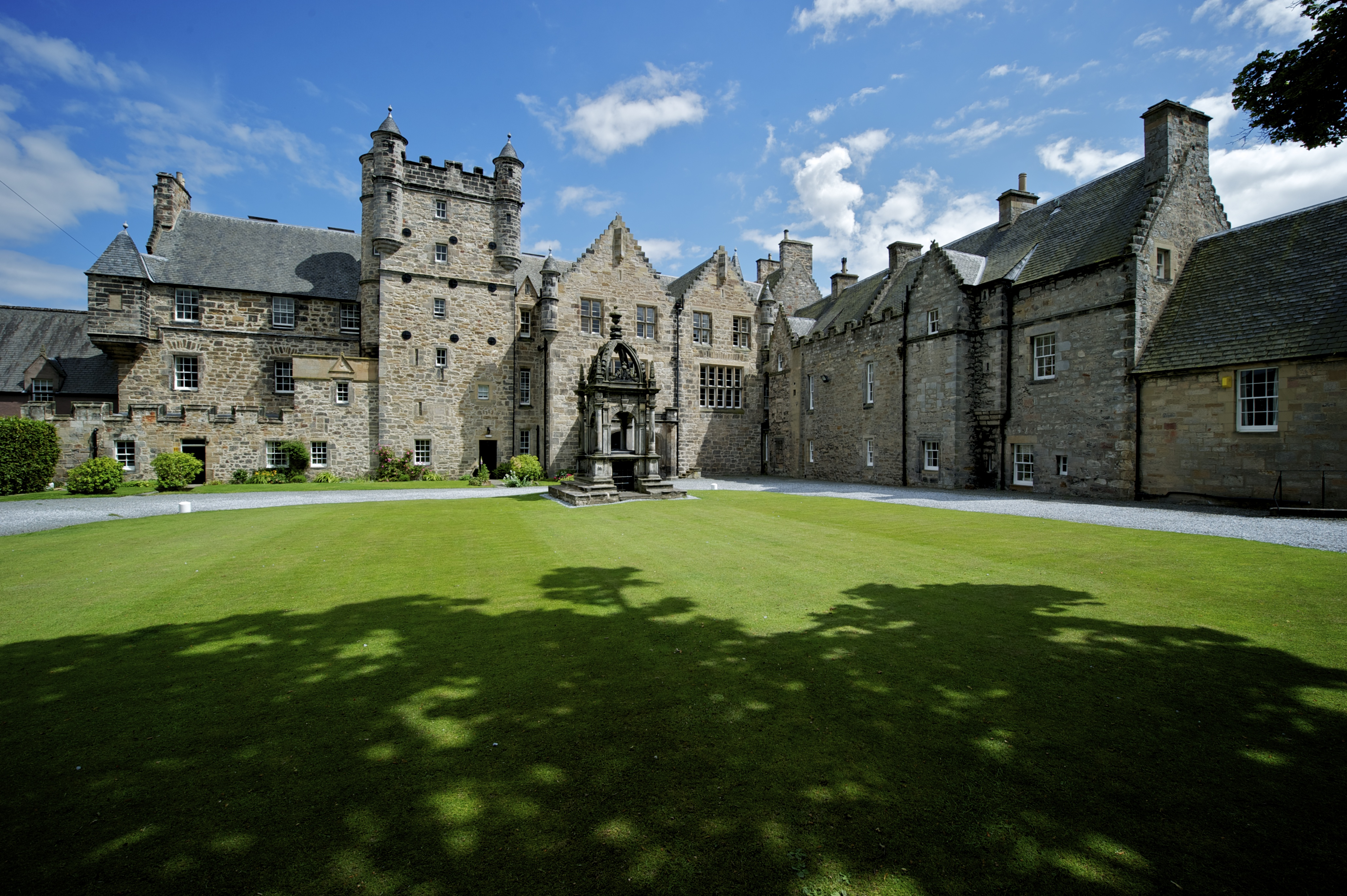
Pinkie House, ora Loretto School
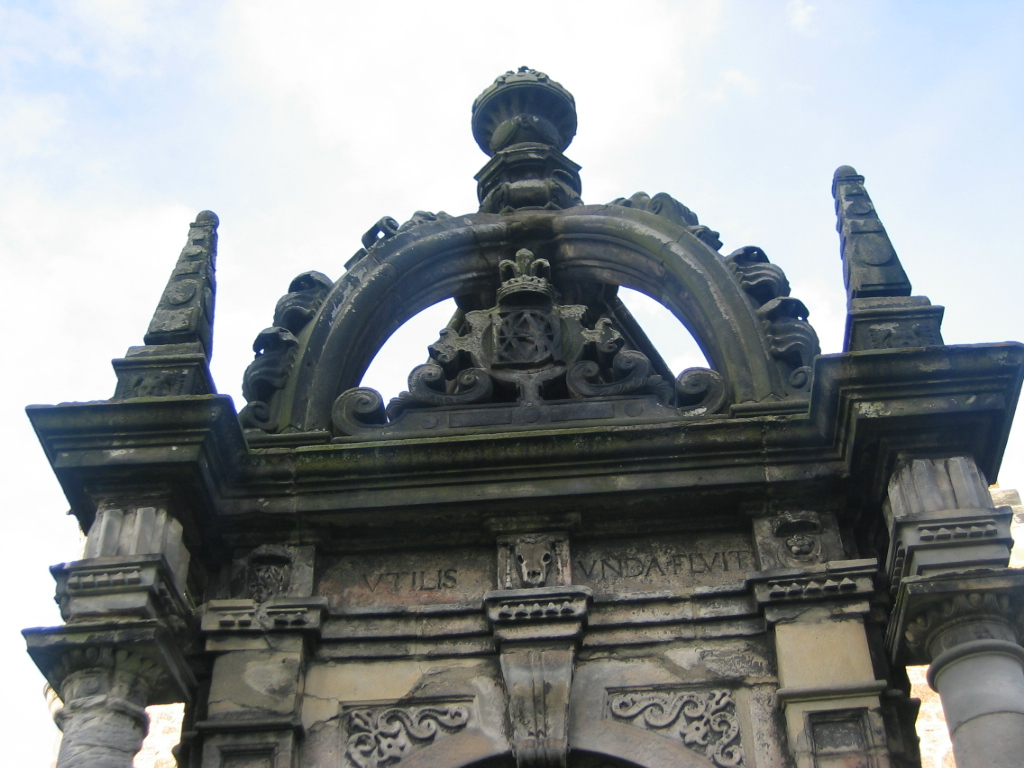
Fontana di gusto rinascimentale alla Pinkie House
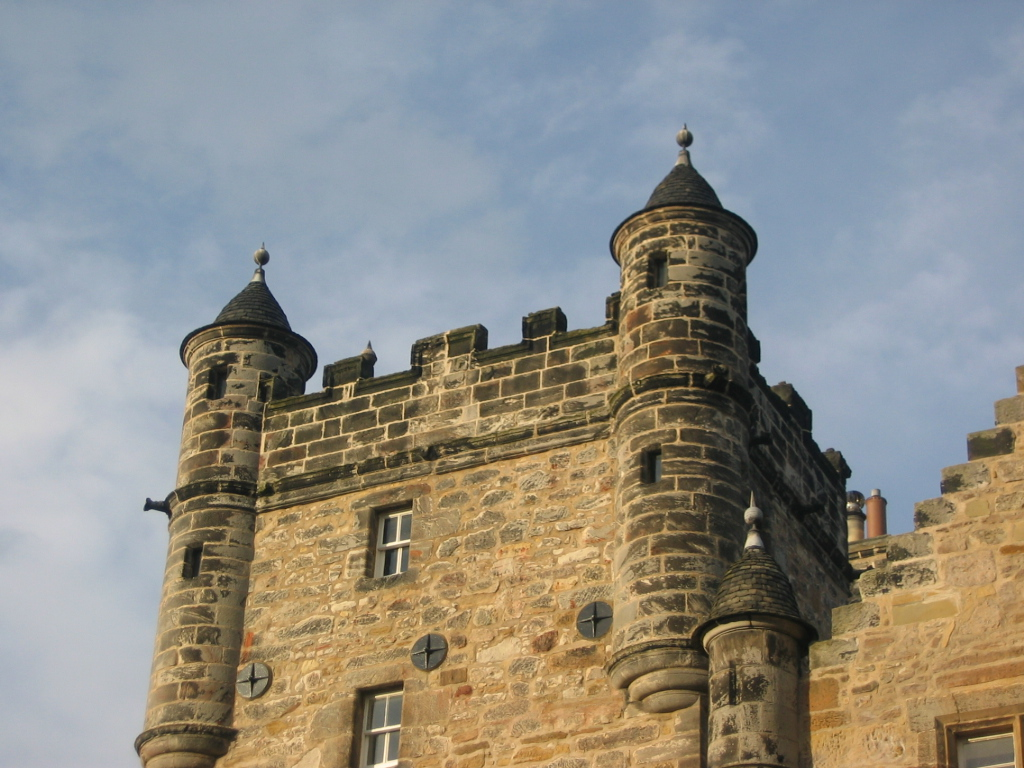
Pinkie Tower
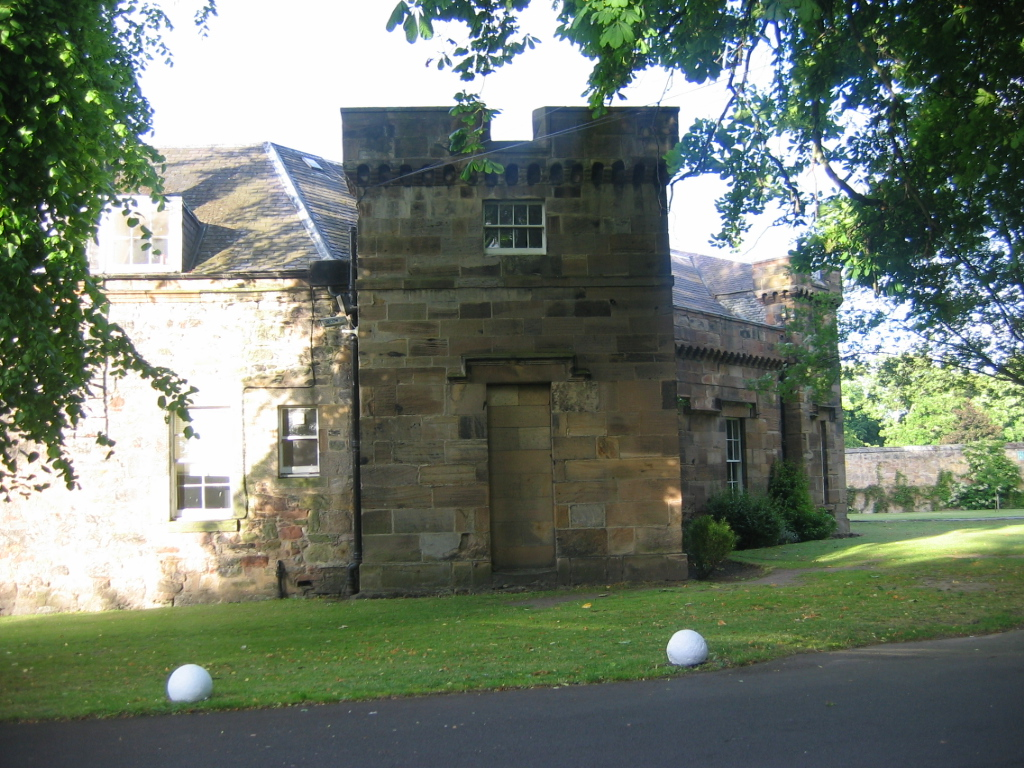
Entrance Lodge
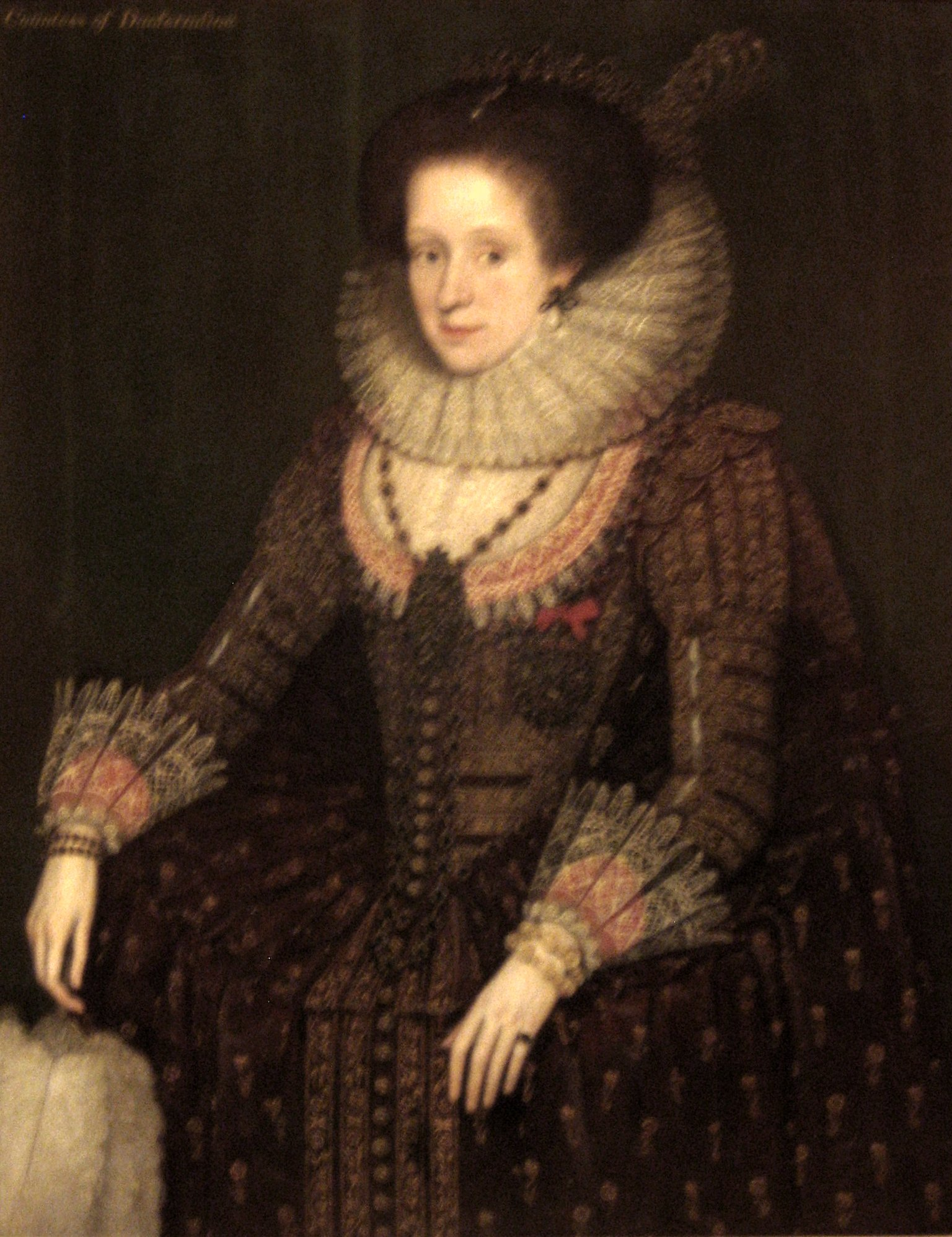
Lady Lilias Drummond